# 迫田朋子
迫田 朋子（さこた ともこ、旧姓：丸山（まるやま）、1956年6月16日 - ）は、日本のジャーナリスト。ビデオニュース・ドットコム所属。元NHK放送総局番組制作局教育番組センター・チーフディレクター、解説委員、アナウンサー。

## 来歴
神奈川県横浜市出身。中学・高校時代は卓球の選手だった。東京学芸大学附属高等学校、東京大学医学部保健学科卒業。大学卒業後、1980年にアナウンサーとしてNHKに入局。報道番組のキャスターなどを務めた。
その後人事異動により解説委員室に移籍。『あすを読む』、『NHKニュースおはよう日本』など、解説委員室が制作にかかわる番組で医療や社会福祉、教育問題に鋭いメスを入れた解説を行っていた。その後さらなる人事異動により解説委員室を離れ、教育番組の制作に関わるようになる。
2011年12月17日、Eテレで放送された『地域ミーティング』でナビゲーターを務めた。2016年7月より、ニュース専門インターネット放送局『ビデオニュース・ドットコム』へ移籍。

## 人物
- アマチュア無線家である。

## 出演
- ビデオニュース・ドットコム
- 明日へ -支えあおう-
- NHKニュースワイド
- 関東甲信越小さな旅

## 著書
- 『医療現場取材ノート――健康であること』（筑摩書房、1991年）